# Boca Samí
Boca Samí ou Boka St. Michiel est un village de l'île de Curaçao dans les Antilles néerlandaises. 